# 1 en 2 Koningen
De boeken 1 en 2 Koningen (Hebreeuws: מלכים) zijn twee boeken uit de Hebreeuwse Bijbel. Ze bevatten verhalen over de koningen van het oude koninkrijk Israël en van het koninkrijk Juda.
In de driedeling van de Tenach worden deze boeken gerangschikt onder de profeten.

## Naamgeving
De twee boeken vormden oorspronkelijk één boek in de Hebreeuwse Bijbel. De Hebreeuwse namen zijn Melachiem Allef en Melachiem Beet.
De huidige tweedeling komt voor het eerst voor in de Septuaginta, die hen als het derde en vierde boek Koningen nummerde. De Vulgata volgde dit voorbeeld. Zie ook de toelichting op 1 en 2 Samuel.

## Beschreven periode
De boeken beslaan de periode van Salomo's regering tot de verovering van Juda door de Babylonische koning Nebukadnezar II. Volgens de Bijbelse chronologie begon deze periode rond 970 v.Chr., maar van het bestaan van Salomo zijn geen wetenschappelijke bewijzen. Vanaf ongeveer een eeuw daarna kunnen steeds meer dwarsverbanden met buitenbijbels archeologisch materiaal steeds worden gelegd. Voor de datering van de verovering van Juda rond 587 v.Chr. is veel onafhankelijk archeologisch materiaal voorhanden.

## Inhoud
De boeken bevatten verhalen over de koningen van Israël, dat begon als het Verenigd Koninkrijk Israël, maar uiteenviel in het koninkrijk Israël (het noordelijke tien-stammenrijk) en het koninkrijk Juda (het drie-stammenrijk dat bestond uit de stammen Juda, Benjamin en Simeon).
Ook 1 en 2 Kronieken behandelen deze periode. De kronieken zijn echter bondiger, meer samenvattend, terwijl er verhoudingsgewijs meer nadruk ligt op de Levitische aspecten. In de boeken 1 en 2 Koningen ligt het accent meer op de koningen en de profeten.
Een korte groepering van de inhoud. Gebeurtenissen betreffende koningen van Israël en van Juda, na de splitsing van het rijk, worden in de Bijbeltekst door elkaar gemixt.
| Hoofdstuk          | Koningen van Juda | Koningen van Israël                                                          | Overig                                                                                       |
| ------------------ | --- | ---------------------------------------------------------------------------- | -------------------------------------------------------------------------------------------- |
| 1 Kon 1 – 11       | Troonsbestijging en regering van Salomo                                                                                 | Troonsbestijging en regering van Salomo                                      | Bouw van de Joodse tempel in Jeruzalem                                                       |
| 1 Kon 12           | Scheuring van het rijk                                                                                                  | Scheuring van het rijk                                                       |                                                                                              |
| 1 Kon 13           | Rechabeam (931-913) | Jerobeam I (931-901)                                                         | Optreden naamloze profeet uit Juda                                                           |
| 1 Kon 14           | ? | Jerobeam                                                                     | Optreden van de profeet Ahia tegen Jerobeam                                                  |
| 1 Kon 15 – 16      | Abiam (913-911), Asa (911-870)                                                                                          | Nadab (901-900), Baësa (900-877), Ela (877-876), Zimri (876), Omri (876-869) | -                                                                                            |
| 1 Kon 17 - 2 Kon 1 | Josafat (870-849) | Achab (869-850), Ahazia (850-849)                                            | Optreden van de profeet Elia onder de hiernaast genoemde koningen (Juda en Israël)           |
| 2 Kon 2 – 13       | Josafat, Joram, Achazja, koningin Atalja, Joas, Amasja                                                                  | Joram, Jehu, Joachaz, Joas, Jerobeam II                                      | Optreden van de profeet Elisa onder de hiernaast genoemde koningen (Juda en Israël)          |
| 2 Kon 14 – 17      | Azarja (Uzzia), Jotam, Achaz                                                                                            | Zecharja, Sallum, Menachem, Pekachja, Pekach, Hosea                          | Beschouwing over de ondergang van Israël                                                     |
| 2 Kon 18 – 20      | Hizkia (716-687) | Koninkrijk Israël heeft opgehouden te bestaan (722 v.Chr.)                   | Profeet Jesaja                                                                               |
| 2 Kon 21 - 25      | Manasse (687-642), Amon (642-640), Josia (640-609), Joachaz (609), Jojakim (609-598), Jojachin (598), Sedekia (598-586) | -                                                                            | Start van de Babylonische ballingschap, belegering en verwoesting van Jeruzalem (586 v.Chr.) |

## Boodschap/thema
De schrijver had een duidelijk doel met het schrijven. De regering van aan God trouwe koningen wordt uitvoeriger behandeld dan de regeringsperioden van koningen die van God afweken. Ook krijgen veel koningen een 'beoordeling' op dit punt: "En hij deed wat slecht was in de ogen van de Heer" (2 Koningen 13:2,11; 15:9,18,24,28; 17:2, etc.). Of het tegenovergestelde: "En hij deed wat goed was in de ogen van de Heer" (bijvoorbeeld 2 Koningen 14:3, 15:3; 18:3, etc.).

## Auteurschap
De Talmoed noemt Jeremia als auteur. Onder Bijbelwetenschappers is echter geen consensus over wie de auteur van deze boeken was. Volgens hen komen sommige delen overeen met Jeremia, waardoor sommigen gesuggereerd hebben dat Jeremia de auteur is. Als onderbouwing hiervan kan worden genoemd dat Jeremia's naam en optreden nergens tijdens de Koningen genoemd wordt - dit zou overbodig zijn wanneer Jeremia de schrijver is, zijn woorden vormen immers een apart boek. Als extra argument wordt hierbij genoemd dat sommige delen van Koningen en Jeremia bijna woordelijk overeenkomen, zoals 2 Koningen 24:18-25:30 en Jeremia 52.
Een alternatieve veronderstelling, die in het jodendom geen aanhang heeft, is dat Ezra, na de ballingschap, de boeken samenstelde uit documenten die mogelijk geschreven waren door koning David, Salomo, Natan, Gad, en Iddo, en de documenten daarbij de huidige vorm en volgorde gaf.
De boeken vermelden of verwijzen naar een aantal bronnen, namelijk:
1. het "boek der geschiedenissen van Salomo" (1 Koningen 11:41);
2. het "boek van de kronieken van de koningen van Juda" (1 Koningen 14:29; 15:7, 23, etc.);
3. het "boek van de kronieken van de koningen van Israël" (1 Koningen 14:19; 15:31; 16:14, 20, 27, etc.).

## Tijdsbestek
De datum van de oorsprong van deze boeken hangt samen met de vraag naar de auteur.
Mogelijk lag deze datum tussen 561 v.Chr., de datum van het laatste hoofdstuk (2 Koningen 25), toen Jojachin werd vrijgelaten uit de gevangenschap door Evil-Merodach (2 Koningen 25:27), en 538 v.Chr., de datum van de vrijlating door Cyrus II.
De Inleiding in De Nieuwe Bijbelvertaling uit 2004 geeft echter aan, dat het redactieproces van de boeken 1 en 2 Koningen vermoedelijk pas werd afgesloten na het jaar 515 v.Chr., in de Joodse gemeenschap in de tijd van de tweede tempel, na de Babylonische ballingschap.

## Relatie met Nieuwe Testament
Het Nieuwe Testament verwijst direct of indirect naar enkele personen en verhalen die in 1 en 2 Koningen voorkomen:
- Johannes de Doper werd gezien als een nieuwe Elia, vergelijk bijvoorbeeld Marcus 1:6 met 2 Koningen 1:8;
- Jezus verwees volgens Lucas 4:25-26 naar het verhaal over een periode van droogte in de tijd van Elia (1 Koningen 17:1; 18:1)
- Jezus verwees volgens Matteüs 6:29 ook naar de rijkdom van Salomo (1 Koningen 10:23)